# Интернационални стил
Интернационални стил (енгл. International Style) је правац класичне модерне архитектуре који се често поистовећује с њом. Међународни стил је почео свој развој 1922. године у Европи и касније се раширио по целом свету.

## Појам међународног стила
Појам међународног стила Филип Џонсон и Хенри Расел Хичкок употребили су као обележје минималистичких и функционалистичких тенденција у модерној архитектури двадесетих и тридесетих година 20. века. Први пут је појам употребљен као наслов за изложбу 1932. године у Музеу модерне уметности у Њујорку у публикацији The International Style: Architecture Since 1922 у којој су аутори сугерисали да се нова архитектура интернацилизовала и одвојила у један нови стил историје архитектуре.
Појам је прихваћен најпре у англосаксонским земљама и у међувремену је коришћен за обележавање кубичке варијанте модерне и често за функционализам и рационализам.

## Принципи стила
Историчари уметности Џонсон и Хичкок су анализирали нову архитектуру и одредили неколико њених принципа:
1. Архитектура се дефинише као формирање ограниченог простора а не градње једне тектонике.
2. Модерна архитектура је правилна и модуларна. Задатак архитеката јесте да уједине једнаке и различите функције под једним шеширом. Основа је природна и асиметрична.
3. Међународни стил је ослобођен сваког украса осим од апстрактног зидног сликарства које наглашава архитектуру као уметност и спада не у архитектуру већ у опремљеност..

Аутори се нарочито обазиру на спољшњост архитектуре односно објеката на њихово зрачење, просторним експериментима модерне посвећују мање пажње. По Хичкоку и Џонсону модерне зграде треба да изгледају лако и примањују велике глатке површине примењујући облоге од дрвета и керамичке панеле и стакло док је непожељно малтерисање као и грубе бетонске површине које су се употребљавале у време брутализма које чине објекте тешким док их стаклене преграде чине лаганим и прихватљивим. Ко стилски принцип се поред равних кровова прокламованих Ле Корбизијеом прихватају и једноводни коси кровови.
Међународни стил у току времена првих две десетине година после Другог светског рата доминира, са призматичким спратницама и са стакленим фасадним преградама. Међународни стил био је много критикован због монотоности у пројектовању зграда са оваквим фасадама од стакла које су биле униформисане и многобројне у великим градовима света.

## Изабрани представници
- Марсел Бројер (Marcel Breuer)
- Гордон Буншафт (Gordon Bunshaft)
- Ле Корбизје (Le Corbusier)
- Валтер Гропијус (Walter Gropius)
- Филип Џонсон (Philip Johnson)
- Рихард Нојтра (Richard Neutra)
- Лудвиг Мис ван дер Рое (Ludwig Mies van der Rohe)
- Ханс Шарон (Hans Scharoun)